# Feu d'artifice
Feu d'artifice è una Fantasia per grande orchestra del 1908 di Igor' Fëdorovič Stravinskij. Questa è la prima opera in cui le caratteristiche uniche della musica di Stravinskij emergono con chiarezza, dai ritmi incisivi alle contrapposizioni nette dei timbri strumentali all'uso particolare degli ottoni.

## Storia
Stravinskij, durante una visita che fece con la moglie a Nikolaj Rimskij-Korsakov all'inizio dell'estate del 1908, illustrò al maestro il progetto di una breve fantasia orchestrale ottenendo il suo apprezzamento; avendola terminata velocemente in un mese e mezzo, il compositore la inviò a Rimskij-Korsakov come regalo per l'imminente matrimonio della figlia Nadežda Rimskij-Korsakov con il compositore Maximilian Steinberg. Poco tempo dopo il manoscritto ritornò a Stravinskij, respinto per il decesso del destinatario. In questa triste occasione il compositore scrisse il Canto funebre in memoria del suo maestro, brano eseguito per la prima e unica volta nel gennaio del 1908.
La prima esecuzione di Feu d'artifice avvenne, unitamente allo Scherzo fantastique, il sei febbraio 1909 con la direzione di Alexander Siloti. Questa esecuzione segnò un momento fondamentale nella carriera di Stravinskij: fu l'inizio dell'amicizia e della collaborazione con Sergej Djagilev che, ascoltando i brani, ne rimase profondamente colpito.

## Organico
Archi, tre flauti, due oboi, tre clarinetti, due fagotti, sei corni, tre trombe, tre tromboni, un basso tuba, timpani, gran cassa, triangolo, piatti, celesta, campanelli, due arpe.